# Liste der Stadtbezirke Würzburgs
Wappen von Würzburg
Die Liste der Stadtbezirke Würzburgs gibt eine Übersicht über die Stadtbezirke der kreisfreien Stadt Würzburg in Bayern.
Würzburg hat 13 Stadtbezirke, die früher in 25 Stadtteile aufgeteilt waren. Die Einwohnerzahl Würzburgs betrug am 31. Dezember 2021 insgesamt 129.437, die Fläche der gesamten Stadt 87,63 km². Sie hatte 2021 somit eine Bevölkerungsdichte von 1.477 Einwohnern pro Quadratkilometer.

## Eingemeindungen
| Chronologie | Chronologie                 |
| ----------- | --------------------------- |
| 1930        | Heidingsfeld, Heuchelhof    |
| 1974        | Rottenbauer                 |
| 1976        | Oberdürrbach, Unterdürrbach |
| 1978        | Lengfeld, Versbach          |

Würzburg existiert in seiner heutigen Ausdehnung seit 1978.
Vor 1930 setzte sich das Stadtgebiet aus den zehn Bezirken Pleich, Haug, Grombühl, Neumünster, Dom, Rennweg, Peter, Sanderau, Burkard und Zellerau zusammen. Ende der 1920er Jahre stimmten die Bürger der zuvor eigenständigen Stadt Heidingsfeld für die Eingemeindung nach Würzburg zum 1. Januar 1930. Heidingsfeld bildete dann mit den Ortsteilen Heuchelhof, Vogelshof und Zwickerleinshof den elften Bezirk. Die Ortsteile hatten zu diesem Zeitpunkt kaum Einwohner. Vor allem Heuchelhof wurde erst später bebaut und als eigener Stadtbezirk geführt. 1938 erfolgte eine Einteilung Würzburgs in zehn Stadtteile. Diese Einteilung wurde dann 1945, 1951, 1955 und 1976 revidiert.
Im Zuge der Gebietsreform in Bayern wurden mehrere Randgemeinden Würzburgs aus dem Landkreis Würzburg in die Stadt eingemeindet. Auf Rottenbauer im Jahr 1974 folgten die ehemaligen Gemeinden Oberdürrbach und Unterdürrbach 1976. Diese wurden gemeinsam mit dem Stadtteil Dürrbachau zum heutigen Stadtbezirk Dürrbachtal zusammengefasst. Im letzten Jahr der Gebietsreform, 1978, wurden auch die beiden Gemeinden Lengfeld und Versbach im Norden Würzburgs eingemeindet.

## Erläuterung
Stadtgliederung
- Nr.: Listet die Nummer des Stadtbezirks, die die Stadt Würzburg verwendet (siehe auch Grafik rechts)
- Name: Offizieller Name des Stadtbezirks. Mit einem Klick auf den Link „Lage“ wird die Lage des Bezirks auf einer Stadtkarte angezeigt.
- Untergliederung: Listet alle Stadtteile, die sich im Stadtbezirk befinden (mit ihren jeweiligen Nummern)
- Einwohner: Zeigt die aktuelle Einwohnerzahl (Stand 31. Dezember 2021)
- Fläche: Zeigt die Fläche des Stadtbezirks
- Bevölkerungsdichte: Zeigt die Bevölkerungsdichte (Einwohner pro km²)
- Postleitzahl: Postleitzahl des Stadtbezirks
- Beschreibung: Kurze Beschreibung des Stadtbezirks
- Karte: Zeigt auf einer Karte, wo der Stadtbezirk in der Stadt Würzburg liegt

Hinweis: Alle Spalten, mit Ausnahme der Untergliederung, der Beschreibungen und der Karten, sind sortierbar. Durch einen Klick auf das Symbol im Spaltenkopf wird die Liste nach dieser Spalte sortiert, nochmaliges Anklicken kehrt die Sortierung um.

## Würzburger Stadtbezirke
| Nr. | Name                | (ehemalige) Untergliederung                                                                       | Einwohner (2021) | Fläche in km² | Bevölkerungs- dichte | Postleit- zahl                                         | Beschreibung | Karte                      |
| --- | ------------------- | ------------------------------------------------------------------------------------------------- | ---------------- | ------------- | -------------------- | ------------------------------------------------------ | --- | -------------------------- |
| 01  | Altstadt Lage       | 01 Dom 02 Neumünster 03 Peter 04 Innere Pleich 05 Haug 06 Äußere Pleich 09 Rennweg 17 Mainviertel | 18.628           | 03,69         | 5.048                | 97070, 97072, 97080 (Äuß. Pleich), 97082 (Mainviertel) | Die Altstadt ist der älteste Stadtbezirk Würzburgs und bildet heute den Stadtkern mit der Würzburger Fußgängerzone. In der Altstadt befinden sich die wichtigsten historischen Gebäude wie der Würzburger Dom, die Alte Mainbrücke, die Festung Marienberg und die Residenz mit dem Hofgarten.                                                                                               | Altstadt in Würzburg       |
| 02  | Zellerau Lage       | 18 Zellerau                                                                                       | 11.962           | 03,26         | 3.669                | 97082                                                  | Die Zellerau liegt im Westen Würzburgs und grenzt an Höchberg und Zell am Main. In dem Stadtbezirk liegt der westlichste Punkt der Stadt. In der Zellerau befindet sich das Areal der Landesgartenschau 1990, das heute als Park genutzt wird. In den Stadtbezirk führen die Straßenbahn-Linien 2 und 4.                                                                                     | Zellerau in Würzburg       |
| 03  | Dürrbachtal Lage    | 07 Dürrbachau 22 Unterdürrbach 23 Oberdürrbach                                                    | 6.056            | 13,64         | 0444                 | 97080                                                  | Das Dürrbachtal ist der nördlichste und zweitgrößte der Würzburger Stadtbezirke. Es grenzt im Westen an Veitshöchheim und Zell. Im Dürrbachtal liegt das größte Industriegebiet Würzburgs, der Neue Hafen. Im Industriegebiet befindet sich auch der Haltepunkt Würzburg-Zell. | Dürrbachtal in Würzburg    |
| 04  | Grombühl Lage       | 08 Grombühl                                                                                       | 8.608            | 06,14         | 1.402                | 97076, 97078, 97080                                    | Grombühl liegt nördlich der Altstadt. Im Süden des Bezirks liegt der Hauptbahnhof mit Fernverkehrsanschluss. Außerdem befindet sich seit 1921 das Universitätsklinikum Würzburg in Grombühl. Die Straßenbahnlinien 1 und 5 verbinden den östlichen Teil des Bezirks mit der Altstadt. | Grombühl in Würzburg       |
| 05  | Lindleinsmühle Lage | 19 Lindleinsmühle                                                                                 | 4.959            | 00,94         | 5.276                | 97078                                                  | Die Lindleinsmühle ist der kleinste Würzburger Stadtbezirk und hat die zweithöchste Bevölkerungsdichte. Ab 1961 wurde das bis dahin weitgehend unbebaute Gebiet am damaligen Stadtrand auf einen Stadtratsbeschluss hin bebaut. Der Stadtbezirk liegt an der Pleichach. | Lindleinsmühle in Würzburg |
| 06  | Frauenland Lage     | 10 Mönchberg 11 Frauenland 12 Keesburg Leighton Barracks                                          | 19.286           | 07,74         | 2.492                | 97074                                                  | Das Frauenland grenzt im Osten an die Gemeinde Gerbrunn und beinhaltet das Hubland mit einem Standort der Universität Würzburg. Eine Straßenbahnlinie vom Hauptbahnhof zur Universität ist geplant. Die Leighton Barracks, eine ehemalige Kaserne der US-Streitkräfte, wurde 2008 von diesen geräumt und soll unter anderem teilweise (25 ha) für die Landesgartenschau 2018 genutzt werden. | Frauenland in Würzburg     |
| 07  | Sanderau Lage       | 13 Sanderau                                                                                       | 13.427           | 01,62         | 8.288                | 97072, 97074                                           | Die Sanderau ist der Stadtbezirk mit der höchsten Bevölkerungsdichte und der älteste Stadtbezirk außerhalb der früheren Stadtmauer. In die Sanderau führen die Straßenbahn-Linien 1 und 4, außerdem befindet sich hier der Haltepunkt Würzburg-Süd. | Sanderau in Würzburg       |
| 08  | Heidingsfeld Lage   | 14 Heidingsfeld                                                                                   | 10.148           | 06,90         | 1.471                | 97082, 97084                                           | Heidingsfeld war bis 1930 eine eigenständige Stadt. Die historische Stadtmauer ist fast vollständig erhalten. Neben dem Altort („Städtle“) gibt es die Wohngebiete Katzenberg und Lehmgrubensiedlung sowie die Gewerbegebiete Heidingsfeld-West und Winterhäuser Straße. Nach Heidingsfeld verkehren die Straßenbahnlinien 3 und 5 sowie Busverbindungen.                                    | Heidingsfeld in Würzburg   |
| 09  | Heuchelhof Lage     | 20 Heuchelhof                                                                                     | 9.608            | 07,82         | 1.229                | 97084                                                  | Der Heuchelhof liegt im Süden Würzburgs. Auf dem Gebiet des Stadtbezirks liegt der Autobahnrasthof Würzburg an der A 3. Der Stadtbezirk ist von den Hochhäusern aus den 70er Jahren geprägt. Durch den Heuchelhof führen zwei Straßenbahnlinien. | Heuchelhof in Würzburg     |
| 10  | Steinbachtal Lage   | 15 Steinbachtal 16 Nikolausberg                                                                   | 4.718            | 14,77         | 0319                 | 97082                                                  | Das Steinbachtal ist der größte Würzburger Stadtbezirk, hat aber gleichzeitig die niedrigste Bevölkerungsdichte. Es liegt im Westen der Stadt und grenzt an die Gemeinden Höchberg und Reichenberg. Bis 1978 war es auch Teil der Gemeinde Höchberg. Im Steinbachtal befindet sich auf der Frankenwarte der höchste Punkt im Stadtgebiet (360 m ü. NN)                                       | Steinbachtal in Würzburg   |
| 11  | Versbach Lage       | 24 Versbach                                                                                       | 6.945            | 09,18         | 0757                 | 97078                                                  | Versbach liegt im Norden Würzburgs und grenzt an die Gemeinden Rimpar im Norden und Estenfeld im Nordosten. Der Bezirk wurde 1978 gemeinsam mit Lengfeld in die Stadt Würzburg eingemeindet. Durch den Stadtbezirk führt die Bundesstraße 19. | Versbach in Würzburg       |
| 12  | Lengfeld Lage       | 25 Lengfeld                                                                                       | 10.928           | 06,54         | 1.671                | 97076                                                  | Lengfeld liegt im Nordosten der Stadt und ist durch das Gewerbegebiet, wo es u. a. einen IKEA-Markt gibt, geprägt. Im Stadtbezirk liegt der östlichste Punkt Würzburgs. Durch den Stadtbezirk führen die Bundesstraßen 19 und 8, außerdem liegt in der Nähe die A 7. | Lengfeld in Würzburg       |
| 13  | Rottenbauer Lage    | 21 Rottenbauer                                                                                    | 4.164            | 05,42         | 0768                 | 97084                                                  | Rottenbauer ist der südlichste der Würzburger Stadtbezirke und rund acht Kilometer von der Stadtmitte entfernt. Rottenbauer ist der einwohnerärmste Stadtbezirk und grenzt an die Gemeinden Reichenberg und Eibelstadt. In den Stadtbezirk führt die Straßenbahn-Linie 5. | Rottenbauer in Würzburg    |
|     | Würzburg            |                                                                                                   | 129.437          | 87,63         | 1477                 |                                                        | |                            |